# Nobuko Imai
Nobuko Imai (japonès: 今井信子)  (Tòquio, 18 de març de 1943) és una violista clàssica japonesa amb una extensa carrera com a solista i música de cambra. Des de 1988 que interpreta amb un instrument Andrea Guarneri del 1690.
Imai va començar la seva formació musical als sis anys. Va començar a estudiar a l'"Escola de Música Toho Gakuen" de Tòquio i es va canviar a viola allí. Després va anar als Estats Units on va estudiar a la Juilliard School i la Universitat Yale. Va guanyar les Audicions Internacionals de "Young Concert Artists" en 1967 i va obtenir el premi més alt en el Concurs Internacional de Música de Ginebra i el Concurs Internacional de Música ARD de Múnic.
Ha treballat en projectes de música de cambra amb artistes com Martha Argerich, Kyung-Wha Chung, Heinz Holliger, Mischa Maisky, Midori, Murray Perahia, Gidon Kremer, Yo-Yo Ma, Itzhak Perlman, András Schiff, Isaac Stern i Pinchas Zukerman, va aparèixer amb l' Orquestra Filharmònica de Berlín, la Royal Concertgebouw Orchestra, la Vienna Symphony Orchestra, la Royal Philharmonic Orchestra d'Estocolm, London Symphony Orchestra, la Orquestra Simfònica de la BBC, orquestra simfònica de Boston, i la orquestra simfònica de Xicago. És ex membre del "Vermeer Quartet" i és el fundadora i membre del "Quartet Michaelangelo", on actua juntament amb Mihaela Martin, Daniel Austrich i Frans Helmerson. Per a joves músics del Japó i els Països Baixos, va fundar l'"East West Baroque Academy".
La seva discografia inclou més de 30 publicacions en etiquetes com BIS, Chandos, DG, EMI, Hyperion i Philips. Ha rebut nombrosos premis com el "Avon Arts Award" (1993), el Premi "Suntory Music" del Japó (1995) i el Premi Mainichi de les Arts (1996). Toru Takemitsu va compondre per a ella un "Viola Concerto A String" al voltant de Tardor de 1989.
Entre 1983 i 2003, Imai va ser professora de l'"Hochschule für Musik Detmold". Actualment és professora al Conservatori d'Amsterdam, al Conservatori Supérieur i Académie de Musique Tibor Varga a Sion, Suïssa, al Conservatori Supérieur de Musique de Genève de Ginebra i a l' Escola Reina Sofía de música a Madrid.
Ha escrit: Akogare: Viola Totomoni (憧 れ ヴ ィ オ ラ と と も に), Shunjusha (2007, 2013)